# Oroville Dam
Der Oroville Dam ist ein Erdschüttdamm nordnordöstlich von Oroville im Butte County des US-Bundesstaates Kalifornien. Er staut das Wasser des Feather River in den Vorbergen am westlichen Abhang der Sierra Nevada zum Lake Oroville auf, erzeugt Elektrizität und versorgt als Teil des California State Water Project Zentral- und Süd-Kalifornien mit Bewässerungs- und Trinkwasser. Die Stauanlage fungiert auch als Pumpspeicherkraftwerk zur Energiespeicherung und dient außerdem dem Hochwasserschutz und der Freizeiterholung.
Der Oroville Dam ist Teil einer Reihe von wasserbaulichen Anlagen am Feather River, dem Oroville-Thermalito Complex, einer Kette von Sperrbauwerken, Speicherseen und Kraftwerken, die betrieblich miteinander verbunden sind.

## Bauwerk

### Dammbauwerk
Der Oroville Dam ist noch vor dem Hoover Dam die höchste Talsperre in den Vereinigten Staaten und unter den 20 größten der Welt bei Bauwerkshöhe und Dammvolumen. Der Staudamm ist ein 235 Meter hoher und 2.317 Meter langer Zonen-Erddamm, der 4,36 Kubikkilometer (= Milliarden Kubikmeter) Wasser zurückhält. Rechtsseitig und etwas abgesetzt vom eigentlichen Dammkörper sind an einem das Tal abriegelnden Höhenzug Vorrichtungen zur Hochwasserentlastung vorhanden. Sie bestehen aus einem Bauwerk mit beweglichen Wehrtoren mit nachfolgender Schussrinne und Tosbecken sowie einem Notüberlauf mit einem Ablauf des Wassers über ein natürliches Bett im Gelände.
Beim Kavernenkraftwerk unter dem Dammbauwerk ist ein Grundablass vorhanden. Sollte der Seepegel unter 195 m fallen, ist dieser Ablass die einzige Möglichkeit, die dann noch im Speicher befindlichen 1,05 Kubikkilometer Wasser dem Unterlauf des Feather River zuzuführen. Dies ist insbesondere bei Trockenheit von Belang, da das Flussbett sonst austrocknen würde.
Sowohl die Betriebsüberläufe, Hochwasserentlastungen, Ablassvorrichtungen als auch der Kraftwerksabfluss des Oroville-Staudammes münden in den Thermalito Diversion Pool, eine weitere Stauhaltung, die im ursprünglichen Bett des Feather River durch den einige Kilometer flussabwärts befindlichen Thermalito Diversion Dam gestaut wird.

### Pumpspeicherkraftwerk
Im linksseitigen Felsgebirge unterhalb des Fußes des Schüttdammes befindet sich ein Kavernenkraftwerk, welches das Wasserkraftpotential des aufgestauten Reservoirs nützt. In einer im Fels errichteten Kaverne mit der Grundfläche zweier Fußballfelder sind sechs Maschinensätze installiert, von denen drei im Generatorbetrieb eine Leistung von je 132 Megavoltampere und drei eine von 141 MVA haben, was einer insgesamt installierten Generatorleistung von 819 MVA entspricht. Die Konstruktionsfallhöhe beträgt dabei ca. 187 Meter, die variable Fallhöhe je nach Wasserstand im Staubecken 125 bis 206 Meter. Der Nenndurchfluss beträgt bei Maximalleistung 480 m3/s. Das Triebwasser wird dem Kraftwerk durch zwei Druckleitungen von je 6,70 m Durchmesser vom Einlaufbauwerk am Stausee zugeführt. Der Abfluss des abgearbeiteten Wassers erfolgt über eine Freispiegelleitung und eine Druckrohrleitung in den Thermalito Diversion Pool.
Drei der sechs Maschinen sind als Pumpturbinen ausgebildet, um die Anlage in Schwachlastzeiten als Pumpspeicherkraftwerk betreiben zu können. Dazu wird das Funktionsprinzip dieser drei Pumpturbinen-Maschinensätze umgekehrt und mit der im Stromnetz vorhandenen überschüssigen elektrischen Energie Wasser vom Unterwasser, dem Thermalito Diversion Pool, in den Stausee zurückgepumpt. Die Auslegungspumphöhe beträgt dabei 180 Meter, wobei ein Volumenstrom von 53 m3/s pro Maschinensatz erreicht wird; die Gesamtpumpleistung der Anlage beträgt 159 m3/s. Die Maschinen haben im Pumpbetrieb eine Leistung von je 129 Megawatt 

### Fischaufstiegsanlage
Zum Ausgleich der Beeinträchtigung der Fischwanderung durch die Querbauwerke wurde in Oroville die Feather River Fish Hatchery errichtet. Dies ist eine Fischzuchtanlage, in der zur Erhaltung der natürlichen Arten Königslachse und Regenbogenforellen („Steelheads“) gezüchtet und in den Feather River eingesetzt werden. An der Fischleiter bzw. Fischaufstiegsanlage der Anlage kann man im September und Oktober die Lachswanderung durch Unterwasserfenster beobachten.

## Geschichte
Die Bauarbeiten begannen 1957 mit Straßenverlegungen und endeten mit der Einweihung 1968. Das Baumaterial (Lehm, Sand, Kies) wurde zum größten Teil per Schaufelradbagger, Bandförderanlagen und Pendelzügen von einem ehemaligen Nassbaggerfeld, wo südlich von Oroville Gold gewonnen wurde, auf die Baustelle transportiert.
Seit 1975, als ein Erdbeben mit einer Magnitude von 5,7 bei Oroville auftrat, weiß man, dass der Staudamm auf einer aktiven geologischen Verwerfung gebaut wurde.
2005 forderten drei Umweltverbände von der Federal Energy Regulatory Commission (FERC), den Notüberlauf des Dammes mit Beton zu sichern, anstatt den ungesicherten Erddamm-Überlauf zu belassen. Die Umweltverbände erklärten, dass der Erddamm-Überlauf modernen Sicherheitsstandards nicht gerecht würde. Falls der Notüberlauf genutzt werden müsste, könnte dies zu schweren Erosionen am Erddamm-Überlauf führen und dies wiederum zu Überschwemmungen in Ortschaften unterhalb des Dammes. Die FERC und weitere Behörden, welche die Kosten für die Sicherung des Notüberlauf mit Beton tragen müssten, hielten dies für unnötig und die Bedenken für übertrieben.

### Unfall am Grundablass 2009
Am 22. Juli 2009 ereignete sich in der unterirdischen Schieberkammer des Grundablasses ein Unfall, als beim testweisen Öffnen der Grundablassventile ein starker Luft-Unterdruck in der Auslaufleitung erzeugt wurde, der eine als Druckschott wirkende Trennwand einstürzen ließ und die Betätigungsplattform der Ablassventile verwüstete. Ein Arbeiter wurde schwer, mehrere andere leicht verletzt. Die Schieberkammer befindet sich unter dem Damm nahe der Kraftwerkskaverne des Hyatt Power Plant im Verlauf eines zu Bauzeiten angelegten Umgehungstunnels. Die beiden Grundablassventile konnten nur von der beschädigten Plattform aus betätigt werden. Ein im Auslauftunnel unterhalb der Mündungen der Howell-Bunger-Ventile vorgesehener ringförmiger Störkörper (baffle ring) zur Beruhigung der Strömung war im Frühjahr 2009 vom Betreiber ausgebaut worden, da er beschädigt war. Durch die mit hoher Geschwindigkeit in den Tunnel schießenden Wasserstrahlen wurde eine derart turbulente Strömung erzeugt, dass die Belüftung des Tunnels versagte und der Unterdruck entstand, der die Schäden verursachte. Als Folge des Unfalles wurde der Betrieb der Grundablassventile untersagt, da diese nicht ohne Gefährdung des Personals betätigt werden konnten. In den Jahren 2014 bis 2015 wurde der Grundablass saniert. Dazu wurden die Ventile ausgebaut und grundüberholt sowie eine neue Steuerung installiert, deren Steuerwarte sich nun in der Turbinenhalle des Kraftwerks befindet und eine ferngesteuerte Betätigung der Ventile erlaubt. Aufgrund des nach wie vor fehlenden Störkörpers wurde in der Trockensommerphase 2014 und 2015 der Grundablass mit reduziertem Durchfluss betrieben. 2016 wurde ein neuer baffle ring installiert, der eine uneingeschränkte Ventilöffnung erlaubt. Bei voller Stauhöhe könnte so ein Wasserabfluss von 153 m3/s erzielt werden. Jedoch war der Grundablass zu Beginn der Hochwasserprobleme im Frühjahr 2017 wieder nicht benutzbar, da ab Januar 2017 Arbeiten zur Verbesserung des Brandschutzes in den unterirdischen Anlagen durchgeführt wurden, wodurch die Ventile nicht betätigt werden konnten.

### Versagen der Hochwasserentlastung 2017

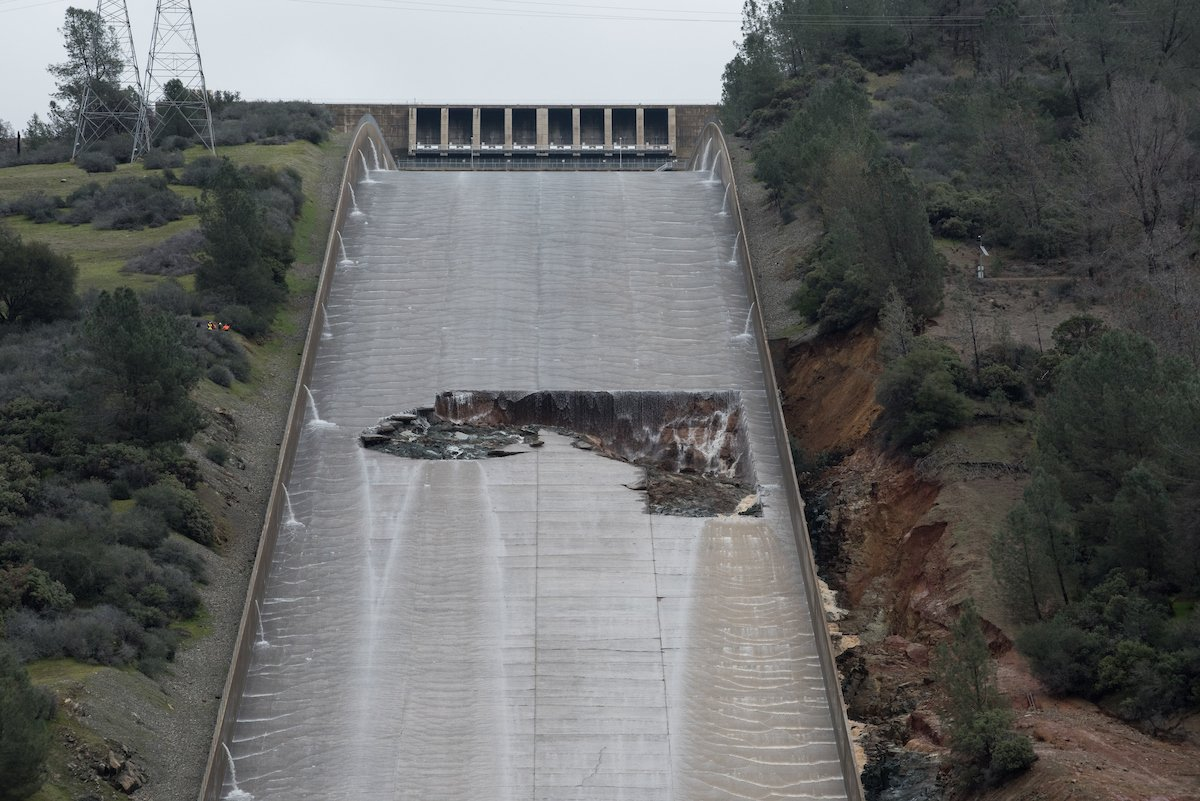
Beschädigung in der Schussrinne am 8. Februar 2017

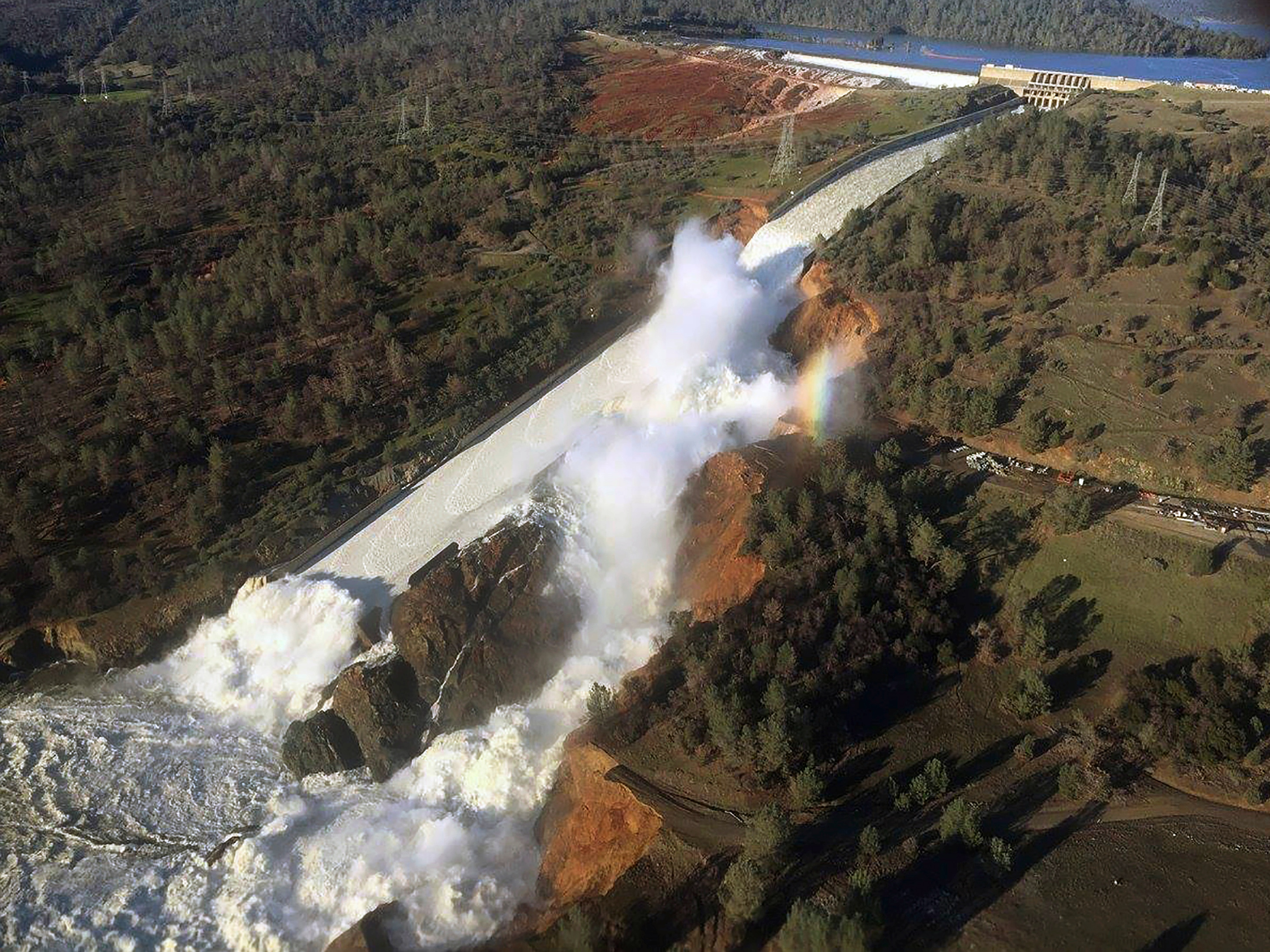
Wasser bricht aus der beschädigten Schussrinne aus, 11. Februar 2017

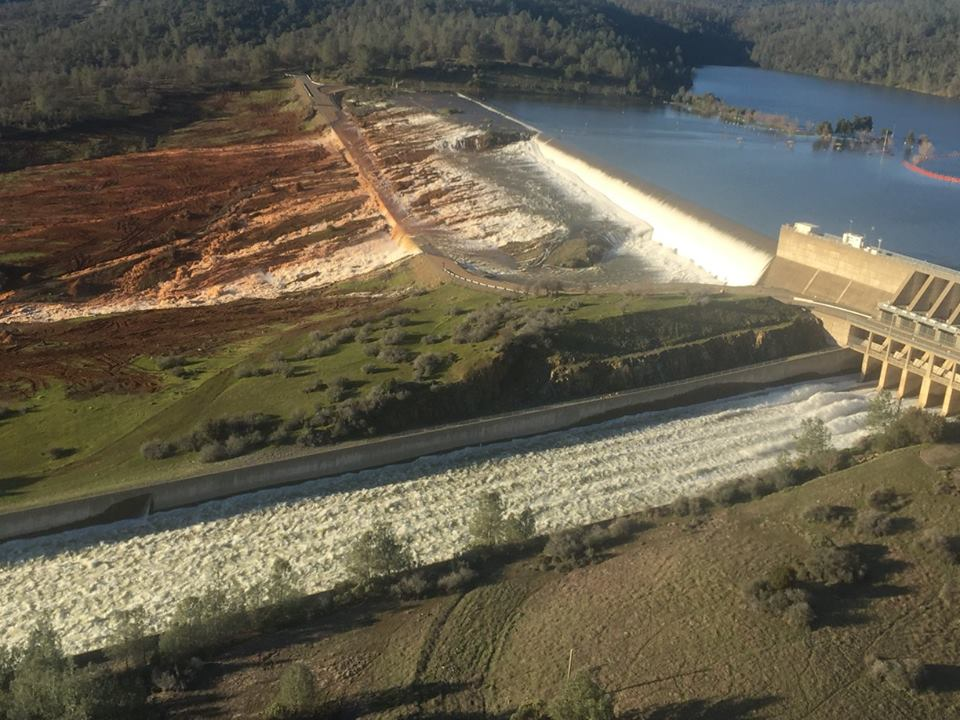
Wasser überflutet den Notüberlauf. Im Vordergrund der obere Bereich der Schussrinne der Hochwasserentlastung, 11. Februar 2017

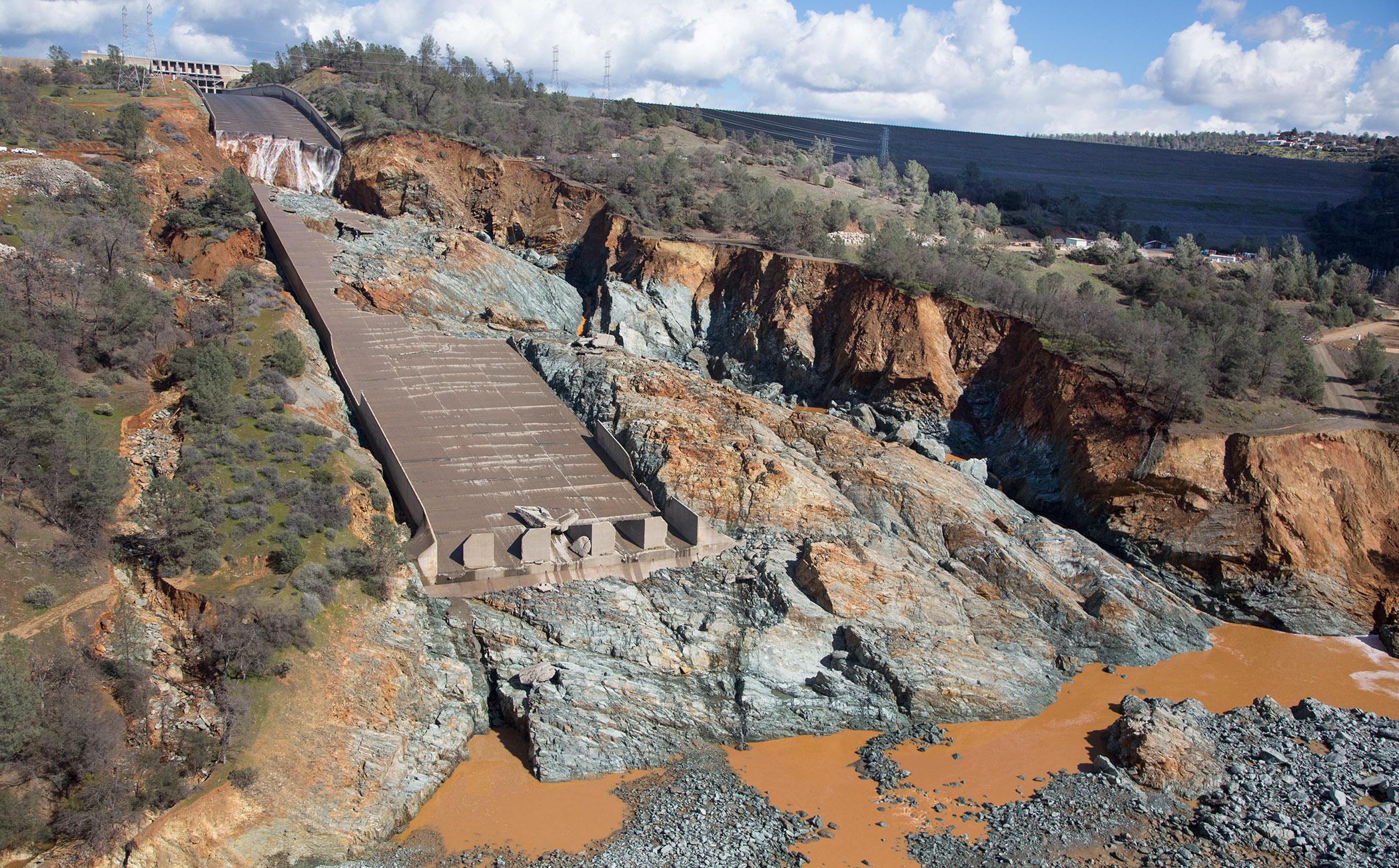
Die zerstörte Schussrinne und deren Umgebung nach der vorläufigen Außerbetriebnahme am 27. Februar 2017

Im Februar 2017 hatte der Staudamm nach wochenlangen Regenfällen sein maximales Stauziel erreicht. Plangemäß wurde daraufhin die regulierbare Hochwasserentlastung, die aus einem Sperrenbauwerk auf Höhe der Dammkrone und einem betonierten Schussgerinne besteht, in Betrieb genommen.
Dabei brachen ab dem 7. Februar 2017 Teile des betonierten Gerinnes aus. Um eine weiter nach oben zum Sperrenwerk voranschreitende Zerstörung des Gerinnes zu verzögern, wurde die Abflussmenge wieder verringert, was zu einem weiteren Ansteigen des Wasserspiegels im Stausee und schließlich zum Überlauf über den seitlich davon gelegenen Notüberlaufbereich führte, der jedoch über keine erosionsverhindernde Wasserableitung verfügte. Dieser Überlauf, der eigentlich den regulierbaren Hochwasserablauf entlasten sollte, wurde zum ersten Mal in seinem 48-jährigen Bestehen aktiv. Um eine Katastrophe durch eine Unterspülung des Notüberlaufs zu verhindern, wurde die über das betonierte Hochwasserentlastungsgerinne des Staudammes abfließende Wassermenge wieder erhöht, was den Wasserspiegel des Stausees absinken ließ, jedoch zu massivem Fortschreiten der Schäden an der Schussrinne führte. Teile des Wassers der Schussrinne flossen nun neben der Rinne und führten zu massiver Erosion am Hang.

#### Evakuierung
Am Abend des 12. Februar 2017 wurden die Bewohner von Oroville und der Countys unterhalb des Staudammes zur sofortigen Evakuierung aufgefordert. Mit Hubschraubern wurden Felsbrocken in Bigbags unterhalb des Notüberlaufs abgeworfen, um den Abhang vor der Mauer zu stabilisieren. Grund für die Evakuierung waren Befürchtungen, dass die betonierte Mauerkrone des Notüberlaufs durch rückschreitende Erosion so unterspült und geschwächt werden könnte, dass deren Standsicherheit nicht mehr gewährleistet werden kann und bei deren Bruch sich bis zu 10 Meter des angestauten Seespiegels über den Hang flussabwärts ergießen könnten. Zu diesem Zeitpunkt wurden durch die schwer beschädigte Schussrinne wieder etwa 2.800 m3/s abgelassen, um Ausspülungen am Notüberlauf zu verhindern. Die Situation wurde dadurch verschlimmert, dass durch die Beschädigungen der Entlastungsbauwerke enorme Massen an Schutt und Geschiebe in den Thermalito Diversion Pool, das künstlich aufgestaute Flussbett des Feather River unterhalb der Sperranlage, eingeschwemmt und abgelagert wurden. Dies führte zu einem Einstau des Unterwassers des in einer Kaverne am Fuß des Erddammes gelegenen Kraftwerks Hyatt Power Plant, das deswegen außer Betrieb genommen werden musste. Dessen Durchflussvermögen von etwa 370 m3/s stand zur Hochwasserentlastung nicht mehr zur Verfügung. Mehr als 160.000 Einwohner der Countys Yuba, Sutter und Butte waren von der Evakuierung betroffen.
Am 14. Februar 2017 durften die Bewohner in ihre Häuser zurückkehren, es wurde jedoch eine Bereitschaft zum erneuten Verlassen der betroffenen Gebiete empfohlen. Am 22. März 2017 wurden alle Vorwarnungen und Bereitschaftsempfehlungen bezüglich einer erneuten Evakuierung vom Sheriff des Butte County aufgehoben.

#### Sicherungsarbeiten ab dem 27. Februar 2017
Nach dem zweitägigen Betrieb des Notüberlaufes wurde weiter dauerhaft Wasser aus dem Stausee über die beschädigte Schussrinne abgelassen, um den Wasserspiegel zu senken. Im Laufe des 27. Februar 2017 wurde, nachdem der Seespiegel um etwa 19,2 Meter abgesenkt wurde, der Ablass durch die Schussrinne auf Null gedrosselt. Dies diente zur Durchführung von Sicherungsmaßnahmen, insbesondere zum Ausbaggern der abgelagerten Schuttmassen am Fuße der Ablaufrinne zur Absenkung des Wasserspiegels des Thermalito Diversion Pool, um das Wasserkraftwerk wieder in Betrieb zu bringen. Am 3. März 2017 wurde versuchsweise eine der sechs Turbinen des Kraftwerks erfolgreich in Betrieb genommen, nachdem die Hochspannungsmasten der Stromableitungen im überspülten Hanggelände des Notüberlaufes gesichert wurden und eine Ablaufrinne in der Geröllauflandung am Fuße der Schussrinne gebaggert werden konnte. Am 4. März 2017 wurde der Kraftwerksbetrieb vorübergehend wieder gestoppt, um die gebaggerte Ablaufrinne zu vertiefen und zu verbreitern, damit die Anlage in einigen Tagen wieder in den Vollbetrieb gehen kann. Das Volumen des eingeschwemmten Gerölls wurde auf 1,3 Millionen Kubikmeter geschätzt. Ab dem 5. März wurden nacheinander wieder einzelne Turbinen des Kraftwerkes in Betrieb genommen, am 8. März waren drei von sechs in Betrieb. Der Abfluss wurde langsam gesteigert, um die Einflüsse der Strömung auf die Sicherheit und Effizienz der weiter laufenden Ausbaggerungsarbeiten einschätzen zu können.
Nachdem der überwiegende Großteil des eingespülten Gerölls am Fuße der Schussrinne entfernt wurde, kündigte das DWR an, am 17. März mittags die Hochwasserentlastung wieder mit einem Durchfluss von ca. 1420 m3/s in Betrieb zu nehmen, um Speichervolumen für den wegen der Schneeschmelze in der Sierra Nevada zu erwartenden erhöhten Seezufluss zu schaffen. Der Seepegel stieg in der Zeit der Nichtnutzung der Schussrinne auf ca. 263,5 m MSL an (bei einem maximalen Stauziel von 274,20 m MSL). Neben den Baggerungsarbeiten wurden in der Zeit ohne Abfluss Sicherungsarbeiten an dem weitgehend intakten oberen Teil der Schussrinne und der Abbruchkante durchgeführt. Unter anderem wurde der oberhalb der Abbruchkante liegende Teil der Sohlplatte mit zahlreichen Felsankern mit dem anstehenden Fels verdübelt, um weitere Setzungen und Bewegungen der Rinne zu verhindern.

#### Schäden im weiteren Verlauf des Feather River
Am 4. März 2017 berichtete der San Francisco Chronicle, dass in der Umgebung von Yuba City die Uferböschungen des Feather River über mehrere Meilen in den Fluss rutschten, nachdem der Wasserspiegel aufgrund der Drosselung des Abflusses sehr schnell gesunken war. Da das Wasser nicht mehr gegen die Flussufer drückte, rutschte das mit Porenwasser gesättigte Erdreich unter seinem eigenen Gewicht ab und riss dabei Bäume, Feldwege und Farmland mit. Als weitere Folge der Absenkung des Flussspiegels wurde die Migration von jungen Königslachsen (Oncorhynchus tshawytscha) und Regenbogenforellen (Oncorhynchus mykiss) in den Pazifik unterbunden, da viele Fische in vom schnell zurückgehenden Hauptstrom abgetrennten Restwasserteichen und -pfützen gefangen wurden. Dies führte zu einer Rettungsaktion durch Mitarbeiter des California Department of Fish and Wildlife und des California Department of Water Resources.

#### Ursachenermittlung
Am 15. März 2017 wurde die Zusammensetzung der amtlichen Untersuchungskommission, die die Ursachen für das Versagen der Hochwasserentlastungsanlagen erforschen soll, mitgeteilt. Die Kommission setzt sich aus Experten der Organisationen United States Society of Dams (USSD) und der Association of State Dam Safety Officials (ASDSO) zusammen.
Am 17. April 2017 wurde ein davon unabhängiger Bericht des an der Universität Berkeley angesiedelten Center for Catastrophic Risk Management veröffentlicht. Dieser Bericht sieht Mängel in Konstruktion, Bauausführung und Unterhaltung als ursächlich für das Versagen der Schussrinne an. So seien die Betonplatten, die die Sohle der Rinne bilden, zu dünn dimensioniert, mit zu wenig Bewehrungsstahl versehen und nur unzureichend im Felsgrund verankert. Außerdem wäre die Abdichtung an den Betonfugen unzureichend, ferner seien die kraftschlüssigen Verbindungen der Bewehrungsstäbe an den Fugenstellen mangelhaft. An den Stellen, an denen sich die tönernen Drainagerohre und besonders deren Steckmuffen unter den Sohlplatten befinden, betrage die Betondicke lediglich 10 bis 15 cm. An diesen Schwachstellen bildete sich im Laufe der Jahrzehnte ein Rissmuster aus, das mit der Lage der Drainagerohre übereinstimmte. Durch diese immer nur notdürftig reparierten Risse und die undichten Bauwerksfugen sei Wasser unter die Grundplatten gesickert, das von den Drainagen nicht mehr ausreichend abgeführt werden konnte. Ebenso wurde im Bereich des späteren Bruchs der Rinne der Drainagekies sowie Erdreich aus dem Fundamentbereich ausgespült, was zur Bildung von wassergefüllten Hohlräumen unter den Platten führte. Durch die mangelhafte Rückverankerung im Fels kam es durch die Kräfte der mit hoher Geschwindigkeit strömenden Wassermassen zu Kipp- und Rotationsbewegungen der unterspülten, einzelnen Rinnensegmente und letztlich am 7. Februar 2017 zum Sohlbruch und Versagen der Betonstruktur im mittleren Teil der Gesamtlänge. Das nun ab der Bruchstelle wild über das Gelände ablaufende Wasser führte zu massiver Erosion und Kolkbildung am Hang und den weiteren Zerstörungen.
Am 5. Januar 2018 wurde der endgültige Untersuchungsbericht der Untersuchungskommission veröffentlicht.

#### Neubau der Hochwasserentlastungsanlagen
Am 1. März 2017 wurde vom Department of Water Resources (DWR), das die Anlagen betreibt, ein unabhängiges Expertengremium einberufen, das Board of Consultants (BOC). Dieses unterstützte und überwachte den Anlagenbetreiber und die Genehmigungs- und Aufsichtsbehörden bei den Instandsetzungs- und Wiederaufbauarbeiten.
Am 6. April 2017 wurde vom zuständigen Department of Water Resources ein Konzept- und Zeitplan zur Neuerrichtung der Schussrinne veröffentlicht. Dieser sah vor, den oberen Bereich der Rinne zwischen den Fluttoren an der Dammkrone bis zur Bruchstelle auf eine Länge von circa 490 Meter im Sommer 2017 so weit wie möglich zu reparieren, und in Bereichen, wo dies nicht mehr möglich sein sollte, zurückzubauen und nach aktuellen Standards inklusive der Bauwerksgründung und Drainagen neu zu errichten. Dieser Bauabschnitt musste bis November 2017 abgeschlossen sein, um die Niederschläge im Winter 2017/18 sicher abführen zu können.
Dies sollte dann im unteren Bereich, wie im Frühjahr 2017 praktiziert, als Interimslösung für ein Jahr durch den linksseitig vom Wasser geschaffenen Canyon unter Auslassung des unteren, weitgehend zerstörten Rinnenbereichs erfolgen. Dazu sollten die temporäre Überfall-Kante der oberen Rinne, das auf natürliche Weise entstandene Tosbecken an der Bruchstelle sowie der weitere Verlauf des Gerinnes im Fels unter anderem durch Walzbeton-Lagen gesichert werden, um weitere Erosion zu unterbinden. Ebenso wurde die Walzbeton-Bauweise zum endgültigen Überbrücken der ausgespülten und erodierten Bereiche zur Schaffung eines geraden Untergrundes für den Endausbau vorgesehen.
In Abhängigkeit vom erzielten Baufortschritt im oberen Bereich sollte im folgenden Bauzeitfenster im Sommer 2018 der untere Teil der Schussrinne vollständig abgebrochen und dann mit den bisherigen geometrischen Abmessungen neu errichtet werden.
Am 17. April 2017 wurde bekannt gegeben, dass der Baukonzern Kiewit Infrastructure West Co. mit seinem Gebot in Höhe von 275.443.850 US-Dollar den Zuschlag für den Wiederaufbau der Schussrinne erhalten hat.
Der Bereich des Notüberlaufes am nördlichen Dammende wurde durch eine 442 m lange überschnittene Bohrpfahlwand ertüchtigt, die ca. 228 m hangabwärts parallel zur Sperrenkrone errichtet wurde. Die Bohrpfähle dieser Wand wurden 10–20 m tief in den Felsuntergrund eingebunden. Der Bereich zwischen Bohrpfahlwand und dem bestehenden Überfalldamm sollte im Baufenster 2018 mit Walzbeton gegen Erosion, wie sie sich im Februar 2017 ereignet hatte, geschützt werden.
Am 19. Mai 2017 wurde die letzte Pegelabsenkung der Hochwassersaison 2016/17 durch die Schussrinne beendet. Unmittelbar darauf begannen die Abrissarbeiten der verbliebenen Bauwerksteile im unteren Bereich und die Sanierung des oberen Teils, der erst 2018 erneuert wird, sowie die Sanierung des Bereiches unterhalb des Notüberlaufes. Das ursprüngliche Konzept wurde in eine endgültige Planung mit konkreter Zeitschiene umgewandelt und am 26. Juli 2017 veröffentlicht.
Am 1. November 2017 war die Schussrinne provisorisch zur sicheren Ableitung von 2.860 m³/s in der Regensaison 2017/18 fertiggestellt. Entgegen der ursprünglichen Planung wurden zwei Abschnitte vollständig neu – bereits in der endgültigen Ausführung in Stahlbeton – gebaut und im ausgespülten Mittelteil ein Provisorium mit einem Walzbetonunterbau auf der originalen Trasse in der endgültigen Gradiente errichtet und seitlich mit ca. 4 m hohen Walzbetonwänden abgeschlossen.

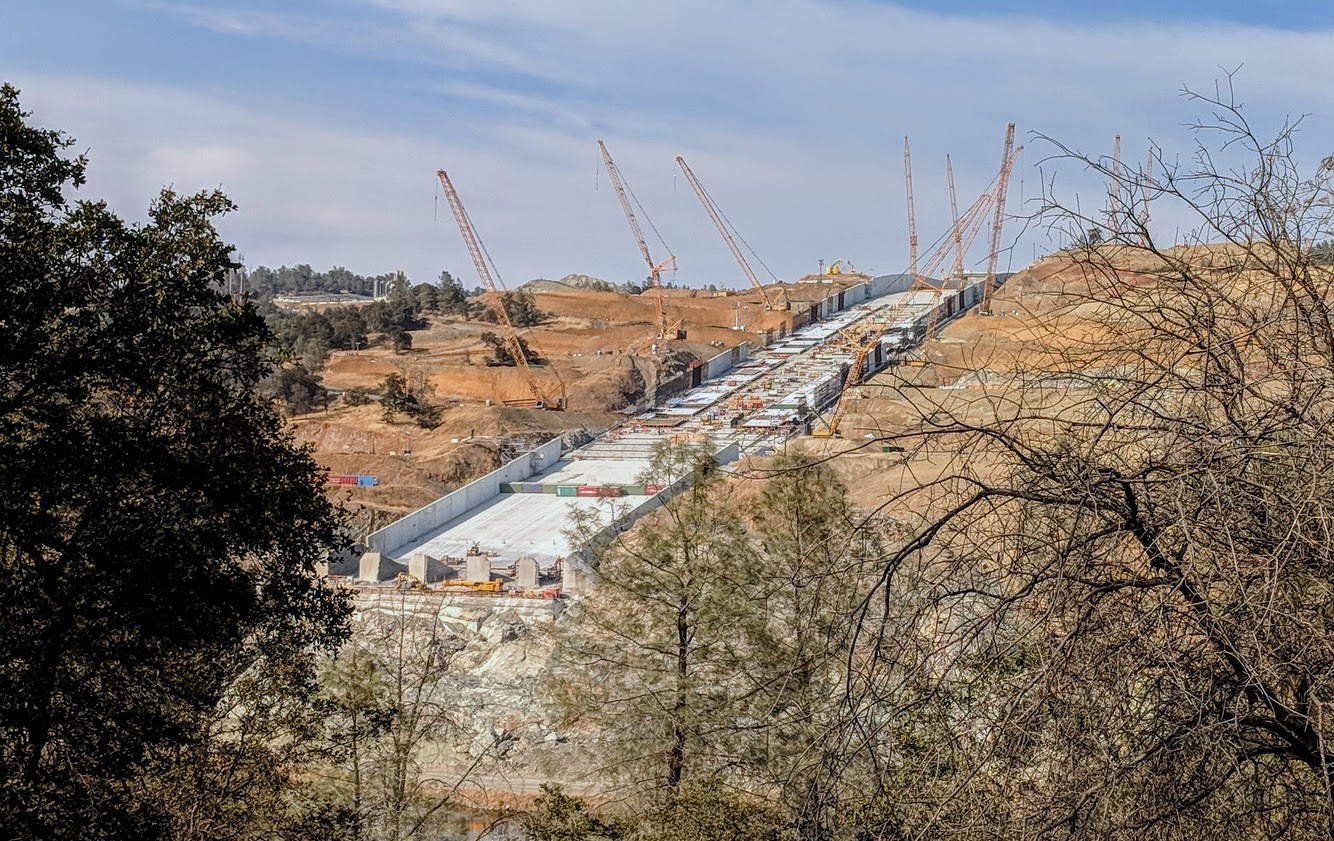
Neubau der Schussrinne, Aufnahmedatum 5. August 2018

Am 8. Mai 2018 wurde mit dem Abbruch der im Jahr 2017 noch nicht erneuerten Abschnitte der Schussrinne sowie der temporären Walzbeton-Seitenwände des Mittelteiles begonnen. Die Walzbetonsohle wurde abgefräst, nach Einschneiden von Drainagegräben wird die Walzbetonfläche der temporären Schussrinne der Unterbau der im Jahr 2018 zu errichtenden endgültigen Ausführung aus Stahlbeton-Sohlplatten und Seitenwänden auf der ganzen Länge. Ebenso wird der oberste Abschnitt zwischen den Wehrtoren und dem 2017 erneuerten Mittelteil in dieser Bauweise inklusive einer neuen Bauwerksgründung vollständig neu gebaut.
In einer Pressemitteilung wurde vom Department of Water Resources (DWR) Anfang September 2018 bekannt gegeben, dass die Bauarbeiten im Zeitplan liegen. Die Gesamtkosten des Unglücksfalles und zur Wiederherstellung und Ertüchtigung der beschädigten Anlagen belaufen sich auf ca. 1,1 Milliarden Dollar.
Am 1. November 2018 konnten die Arbeiten an der vollständig erneuerten Schussrinne termingerecht beendet werden. Die Arbeiten an der abgetreppten Walzbetonversiegelung des Geländes zwischen der überschnittenen Bohrpfahlwand und der Mauerkrone des Notüberlaufes und die Ertüchtigung dieser Bestandsbauwerke dauerten bis zum Frühjahr 2019. Am 2. April 2019 wurde das Frühjahrsstauziel erreicht und die Schussrinne das erste Mal seit der Havarie im Februar 2017 in Betrieb genommen.
Im Sommer 2022 wurde von den Betreibern bekannt gegeben, dass die elektromechanischen Antriebe der acht Segmentschützen der Hochwasserentlastungsanlage ab 2023 in einem mehrjährigen Projekt saniert werden, um die Betriebssicherheit der Anlage zu erhöhen. Dazu wird der Antrieb von Tor 8 im Sommer 2023 ausgebaut, vermessen und als Vorlage für einen Neubau verwendet. Dieser rekonstruierte Antrieb ersetzt dann nacheinander die jeweiligen Schützenantriebe, die zur Aufarbeitung ausgebaut und in eine Werkstatt gebracht werden. So soll in jeder Sommersaison ein Torantrieb saniert werden.

### Einstellung der Stromerzeugung aufgrund niedrigen Wasserstandes im Stausee

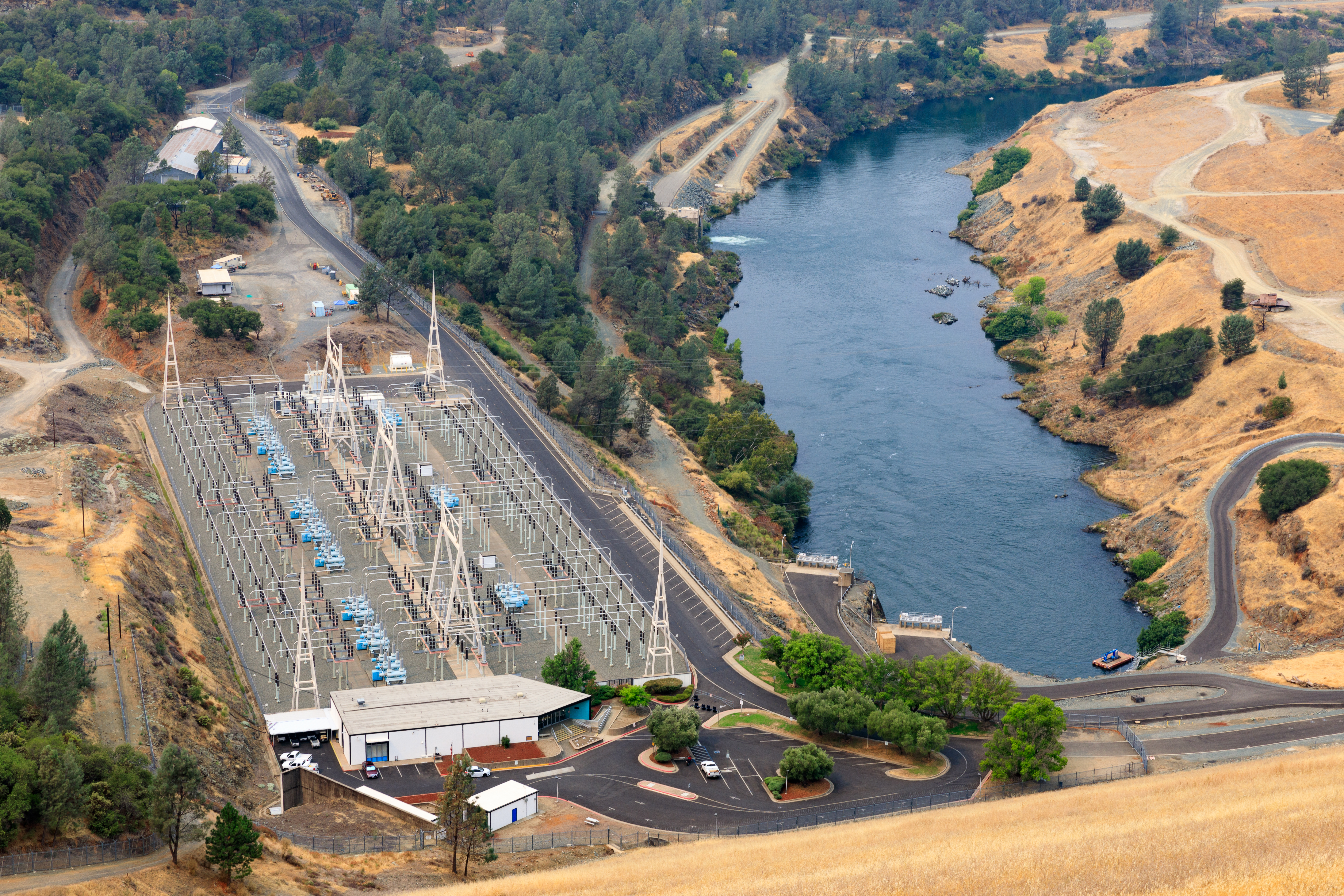
Die Edward Hyatt Powerplant am 15. August 2021. Anfang August war die Stromgewinnung zum ersten Mal seit Inbetriebnahme der Anlage im Jahr 1967 ausgesetzt worden.

Infolge der Hitzewelle in Nordamerika 2021 musste die Stromerzeugung am Damm im August des Jahres zum ersten Mal in seiner Geschichte aufgrund zu niedrigem Pegelstand des Sees eingestellt werden und das Kraftwerk Hyatt Power Plant vom Netz gehen, da der Wasserspiegel des Stausees niedriger als die Unterkante der Triebwassereinläufe der Turbinen lag. Eine Dotierung des Thermalito Diversion Pool zur Temperaturregulierung erfolgte in dieser Zeit nur noch über den Grundablass, da dieser unterhalb eines Wasserspiegels von 640 Fuß über dem Meeresspiegel die einzig verbleibende Entnahmevorrichtung für den Restinhalt des Speichersees ist. Der Kraftwerksbetrieb wurde am 4. Januar 2022 wieder aufgenommen.
Im Frühsommer 2025 wurde verkündet, dass das Reservoir aufgrund der niederschlagsreichen Winter zum dritten Mal in Folge seinen saisonalen Vollstau plangemäß erreichte, was in der Geschichte der Anlage bisher noch nie der Fall war.